# Моріц Єнц
Моріц Єнц (нім. Moritz Jenz, нар. 30 квітня 1999, Берлін) — німецький футболіст, захисник клубу «Вольфсбург». Наумовах оренди грає за «Майнц 05».

## Ігрова кар'єра
Народився 30 квітня 1999 року в місті Берлін. Вихованець клубу «Теніс Боруссія», з якого 2015 року перейшов у академію англійського «Фулгема». З 2016 року став грати за резервну команду U-23. Всього за другу команду «Фулгем» німець провів 56 матчів, забивши 3 голи, втім за першу команду так і не дебютував.
25 серпня 2020 року Єнц підписав трирічний контракт зі швейцарською «Лозанною». Дебютував у цій команді 20 вересня 2020 року в матчі проти «Серветта» (2:1), замінивши на 89-й хвилині Алдіна Туркеша. Перший гол футболіст забив 2 травня 2021 року в матчі проти «Сьйона» (2:1). Всього провів у команді один сезон, взявши участь у 32 матчах чемпіонату.
30 серпня 2021 року Єнц підписав контракт на п’ять років із «Лор'яном». Дебютував за цей клуб 10 вересня 2021 року в матчі проти «Лілля» (2:1). Через травму стегна, яку Моріц отримав на початку листопада 2021 року, він отримав понад місяць. Повернувшись, він забив дебютний гол 12 грудня 2021 року в матчі проти «Метца» (1:4), відзначившись тоді окрім голу ще й автоголом.
19 липня 2022 року Єнц перейшов у «Селтік» на правах оренди на сезон з правом подальшого викупу, але вже в одному з перших тренувальних матчів 28 липня 2022 року отримав травму. Наступного місяця Єнц забив гол у своєму дебютному матчі в шотландській Прем'єр-лізі проти «Росс Каунті». Станом на 28 серпня 2022 відіграв за команду з Глазго 2 матчі в національному чемпіонаті.